# L'oracolo del Vaticano
L'oracolo del Vaticano è una cantata a tre voci scritta da Carlo Goldoni nel 1758 e musicata da Baldassare Galuppi.
Il testo fu composto in occasione del conferimento della porpora cardinalizia ad Antonio Marino Priuli, all'epoca vescovo di Vicenza, da parte di Papa Clemente XIII.

## Struttura
Parte 1
- 1 Sinfonia
- 2 A te dal Ciel discesa (recitativo)
- 3 So, ch'è talora il Merto (aria)
- 4 Odimi o Diva; è ver che impunemente (recitativo)
- 5 Non apprezza il buon cultore (aria)
- 6 Bella Umiltà non vedi (recitativo)
- 7 No che non basta (aria)
- 8 Dolce amica, e compagna (recitativo)
- 9 Taci, mia dolce amica (duetto)

Parte 2
- 1 Sinfonia
- 2 Lite non è la vostra (recitativo)
- 3 Della virtù allo zelo (aria)
- 4 Lungo spinoso incarco (recitativo)
- 5 Se grande è nato (aria)
- 6 Poco, è ver tu dicesti (recitativo)
- 7 No, che non cura il vanto (aria)
- 8 Basta, basta così (recitativo)
- 9 A lui la porpora (coro)